# Cala Saona
Cala Saona és una petita cala situada a l'est de l'illa de Formentera i al llevant de Punta Rasa, que pertany a la parròquia de Sant Francesc Xavier. Aquest nom prové del català Savona. Aquesta Cala al seu costat esquerre mirant a la mar té casetes varador, on els pescadors tenen les seves barques de pesca i algunes altres on els pescadors guarden les seves eines de feina. A més a més, a dalt d'aquestes casetes i trobam uns arbres característics pel seu aspecte, ja que no tenen fulles, aquests arbres es fan servir per penjar el peix i obtenir el peix sec. Aquesta cala es caracteritza per la seva roca de colors taronjosos i les seves aigües transparents.